# Nicolas Marin
Nicolas Marin (Marseille, 29 augustus 1980) is een Frans voetballer (middenvelder) die sinds 2009 voor de Zwitserse eersteklasser FC Sion uitkomt. Voordien speelde hij onder andere voor AJ Auxerre en AS Saint-Étienne.

## Carrière
- 2001-2003: AJ Auxerre
- 2003-2005: AS Saint-Étienne
- 2005-2007: CS Sedan
- 2007-2010 : FC Lorient
  - sept 2008-dec 2008: Plymouth Argyle (op huurbasis)
  - jan 2009-jun 2009: SC Bastia (op huurbasis)
- 2009-... : FC Sion